# System Shock 2
System Shock 2 – gra komputerowa stworzona przez Looking Glass Studios i Irrational Games, wydana w 1999 roku przez Electronic Arts. Jest kontynuacją System Shocka z 1994 roku i stanowi połączenie strzelanki pierwszoosobowej z elementami gry fabularnej i survival horroru.
Redakcja magazynu „PC Gamer UK” w 2015 roku przyznała grze 42. miejsce na liście najlepszych gier na PC.

## Fabuła
Akcja rozgrywa się w 2114 roku, na pokładzie eksperymentalnego statku kosmicznego Von Braun, należącego do korporacji TriOptimum. Gracz wciela się w bezimiennego żołnierza (w jednej ze scen wymienionego jako żołnierz G65434-2), który budzi się z kriogenicznego snu. Wkrótce znajduje zakrwawione zwłoki byłych członków załogi. Szybko dochodzi do pierwszego kontaktu z wrogami. Historię statku i jego załogi gracz poznaje z zapisów pozostawionych przez członków załogi. System Shock 2 nawiązuje do fabuły pierwszej części cyklu.

## Rozgrywka
Postać gracza dysponuje różnorodnymi umiejętnościami, związanymi z obsługą i modyfikacją broni, technikami psionicznymi czy włamywaniem się do systemów komputerowych. Początkowo wybrać można jeden z trzech zawodów, które decydują o początkowej puli umiejętności postaci. Podczas gry umiejętności te można rozwijać za pomocą zdobytych modułów cybernetycznych. Manipulacja przedmiotami odbywa się na zasadzie przeciągnij i upuść. Silnik gry umożliwia ich precyzyjne rozmieszczanie. Znaleźć je można często pod przewróconymi meblami, w szparach w podłodze albo na wystających ze ścian rurach. Broń psuje się i zacina. Dostępnych jest kilka rodzajów amunicji, z których każdy działa na przeciwników z różną skutecznością. W grze pojawia się konsola „GamePig”, na której grać można w znalezione minigry.
Postać gracza mierzyć się musi m.in. z uzbrojonymi w strzelby, granaty bądź stalowe rurki hybrydami, jadowitymi pająkami, larwami, ciskającymi pociskami psionicznymi małpkami doświadczalnymi, robotami, cyborgami i automatycznymi działkami obronnymi.